# Scopelengys tristis
Scopelengys tristis är en fiskart som beskrevs av Alcock, 1890. Scopelengys tristis ingår i släktet Scopelengys och familjen Neoscopelidae. Inga underarter finns listade i Catalogue of Life.